# Joseph Mahmoud
Joseph Mahmoud (né le 13 décembre 1955 à Safi, au Maroc) est un athlète français spécialiste du 3 000 mètres steeple.

## Carrière
Licencié à l'ES Viry-Châtillon de 1974 à 1976, au Stade Français en 1977, au Racing club de France de 1978 à 1980, puis au CMS Marignane jusqu'en 1992.
Il obtient la médaille d'argent aux Jeux olympiques d'été de 1984, seulement battu au sprint par le Kenyan Julius Korir. La même année, au Mémorial Van Damme, il bat le record d'Europe qui ne sera battu qu'en 2002 par le Néerlandais Simon Vroemen.
Il est l'entraîneur du marathonien Benoît Zwierzchiewski, notamment vainqueur du marathon de Paris.
Il est aussi le parrain des Foulées vigneusiennes qui se déroulent tous les ans à Vigneux-sur-Seine, en Essonne.
Il fait partie de la promotion 2022 des personnes obtenant le titre de gloire du sport.

## Palmarès

### International
| Date | Compétition                | Lieu        | Résultat | Épreuve         |
| ---- | -------------------------- | ----------- | -------- | --------------- |
| 1983 | Jeux méditerranéens        | Casablanca  | 1er      | 3 000 m steeple |
| 1983 | Coupe d'Europe des nations | Londres     | 3e       | 3 000 m steeple |
| 1983 | Championnats du monde      | Helsinki    | 4e       | 3 000 m steeple |
| 1984 | Jeux olympiques            | Los Angeles | 2e       | 3 000 m steeple |
| 1985 | Jeux mondiaux en salle     | Paris       | 8e       | 3 000 m         |
| 1985 | Coupe d'Europe des nations | Moscou      | 3e       | 3 000 m steeple |
| 1986 | Championnats d'Europe      | Stuttgart   | 6e       | 3 000 m steeple |
| 1991 | Championnats du monde      | Tokyo       | 10e      | 3 000 m steeple |

- 30 sélections en équipe de France A, de 1976 à 1992 (et 9 en juniors)
- Meeting de Bruxelles 1984, vainqueur du 3 000 m steeple

### National
- Championnats de France d'athlétisme : vainqueur du 3 000 m steeple en 1980, 1981, 1982, 1983, 1984, 1985, 1989 et 1992.

## Records
| Épreuve         | Temps          | Lieu      | Date         |
| --------------- | -------------- | --------- | ------------ |
| 1 500 m         | 3 min 38 s 39  |           | 1984         |
| 3 000 m         | 7 min 45 s 26  |           | 1985         |
| 3 000 m steeple | 8 min 7 s 62   | Bruxelles | 24 août 1984 |
| 5 000 m         | 13 min 48 s 19 |           | 1984         |

- Recordman d'Europe (pendant 19 ans)
  - 8 min 7 s 62 le 24 août 1984 à Bruxelles
- Recordman de France à 5 reprises du 3 000 m steeple, en 1982 (8 min 20 s 54), 1983 (2 fois) et 1984 (2 fois)

## Clubs
- 1970 - 1973 : CSM Vigneux
- 1974 - 1976 : ES Viry-Châtillon
- 1977 :  Stade Français
- 1978 - 1980 : Racing Club de France
- 1981 - 1992 : CMS Marignane